# Wituniczy
Wituniczy (biał. Вітунічы; ros. Витуничи, Wituniczi) – wieś na Białorusi, w obwodzie witebskim, w rejonie dokszyckim, w sielsowiecie Biarozki. W 2009 roku liczyła 261 mieszkańców.